# إيتلينغن
اتلينغن (بالألمانية: Ettlingen) هي Grosse Kreisstadt، مدينة وبلدة ألمانية تقع في ألمانيا في Regierungsbezirk Karlsruhe. يقدر عدد سكانها بـ 48,875 نسمة .

## المدن التوأمة
مدن غاتتشينا، ابيرناي، كليفيدون ‏، Löbau، منفي وMiddelkerke هي مدن توأمة لـاتلينغن.

## انظر أيضاً

إيتلينغن - Ettlingen
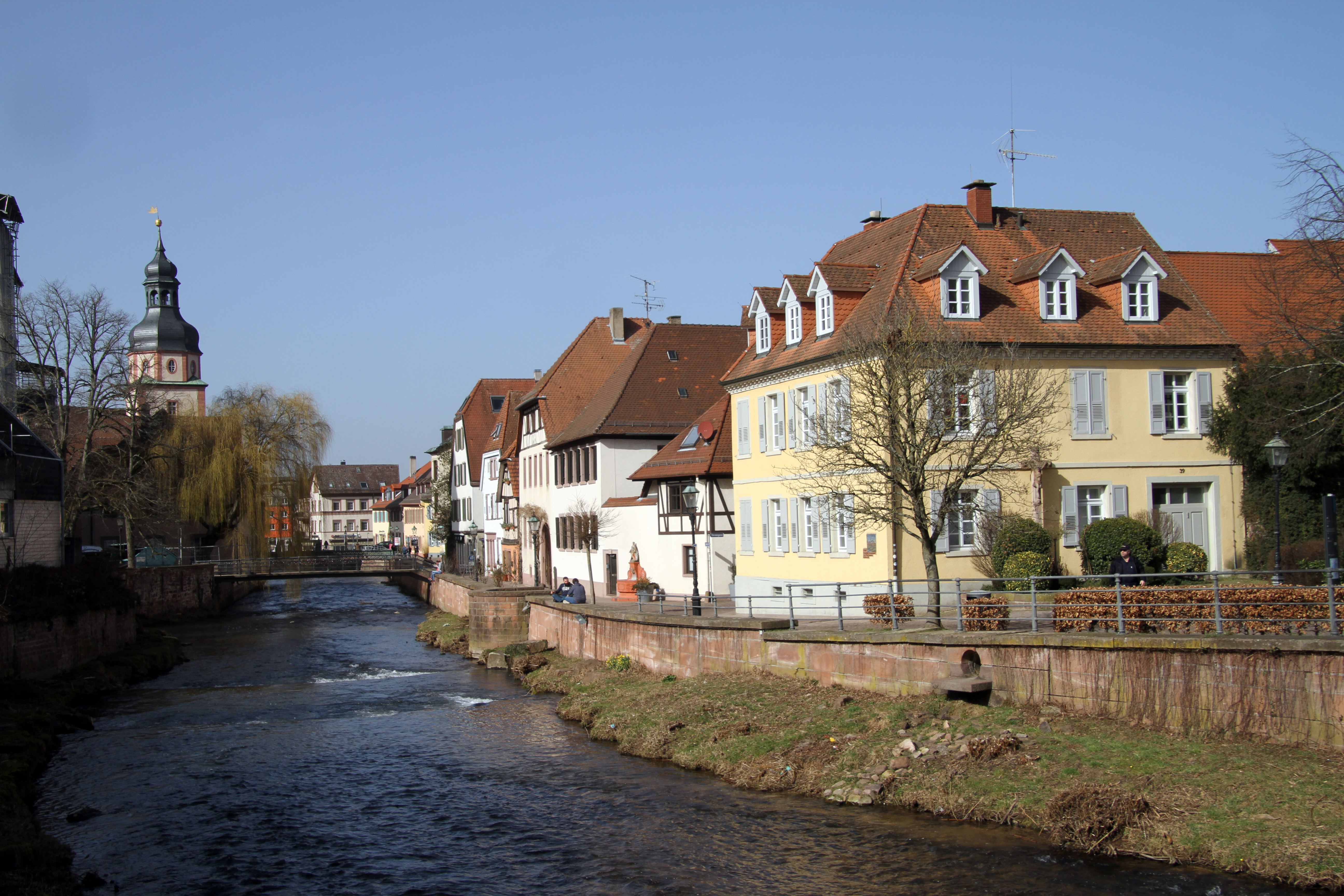
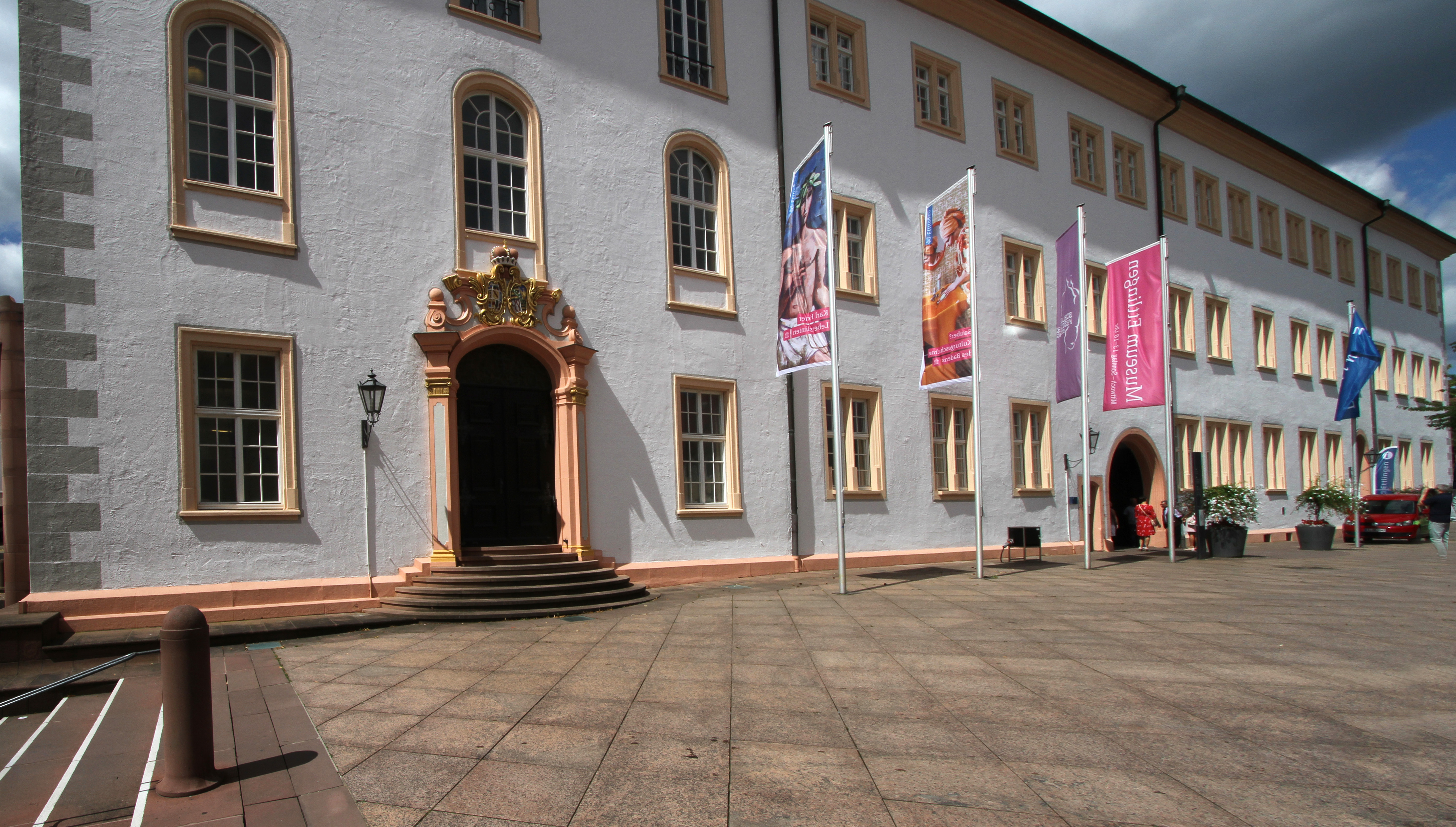
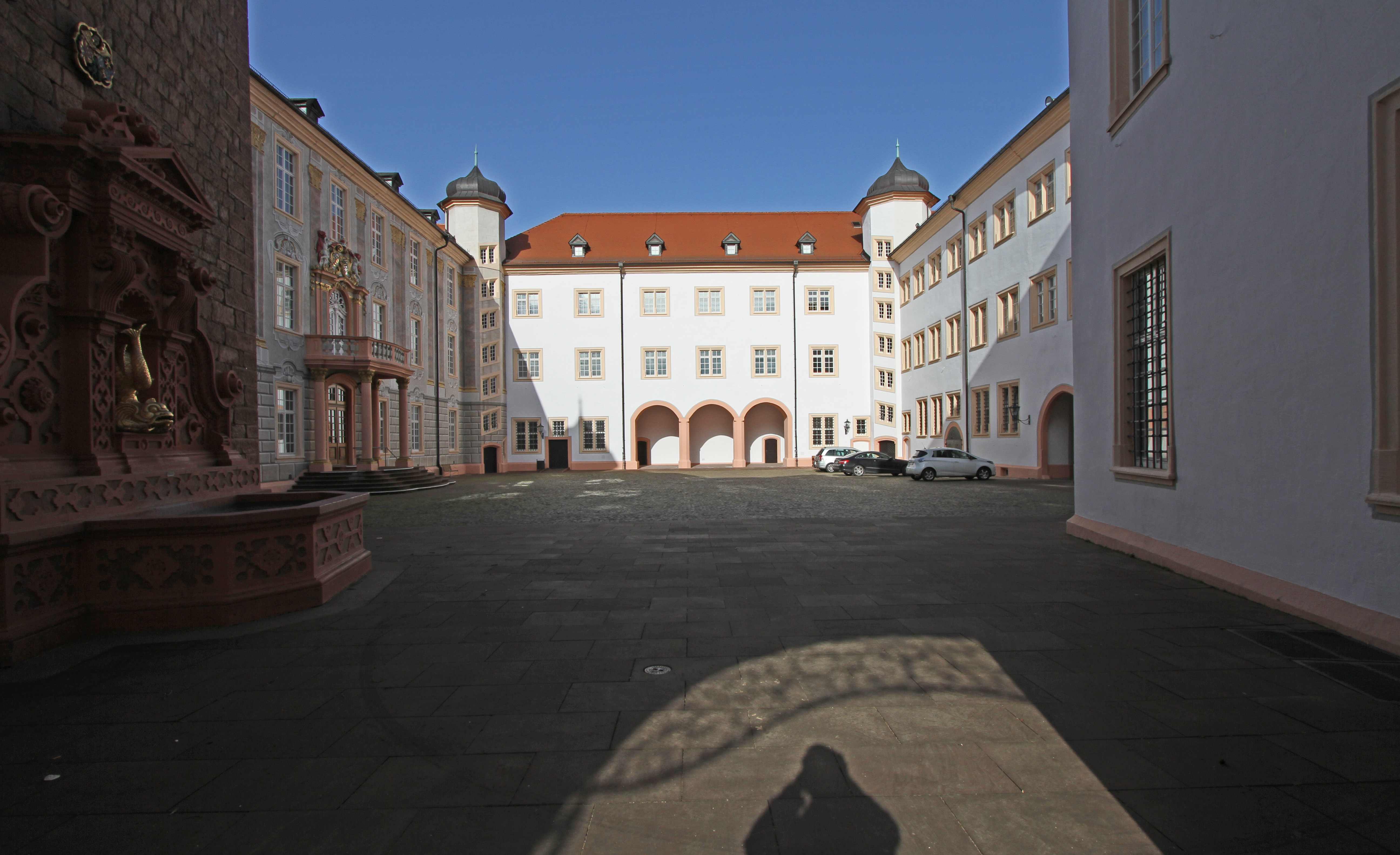
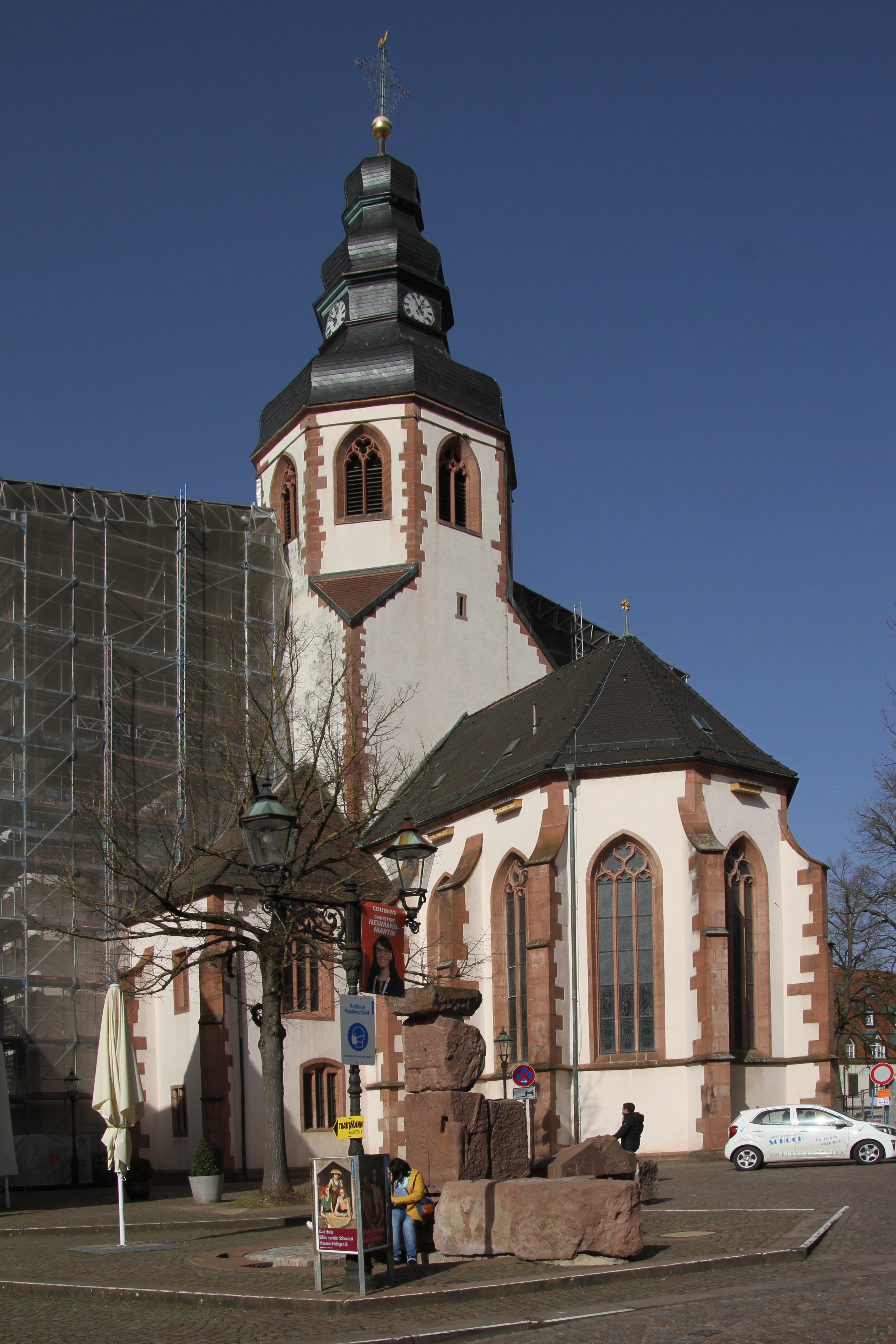
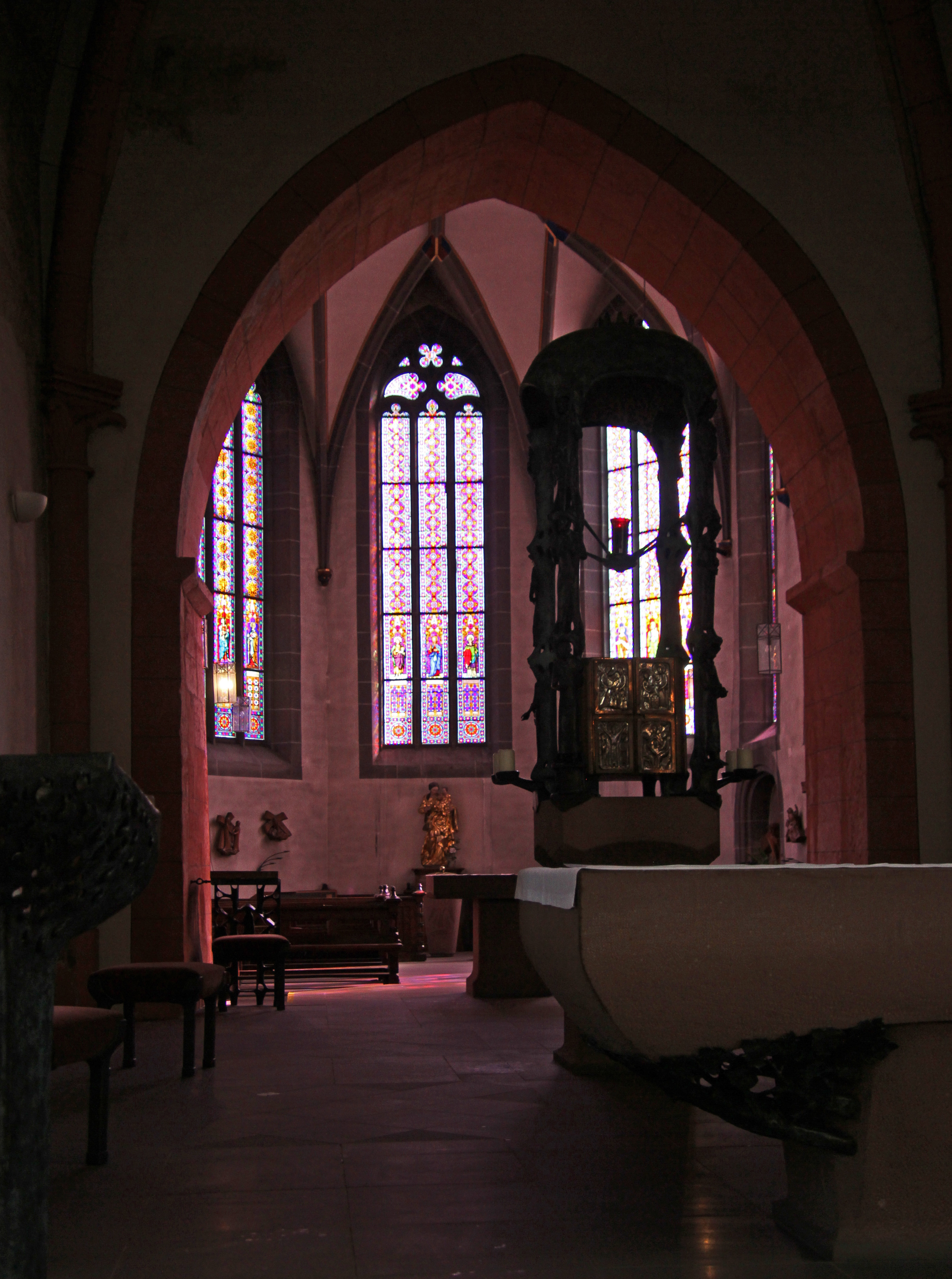
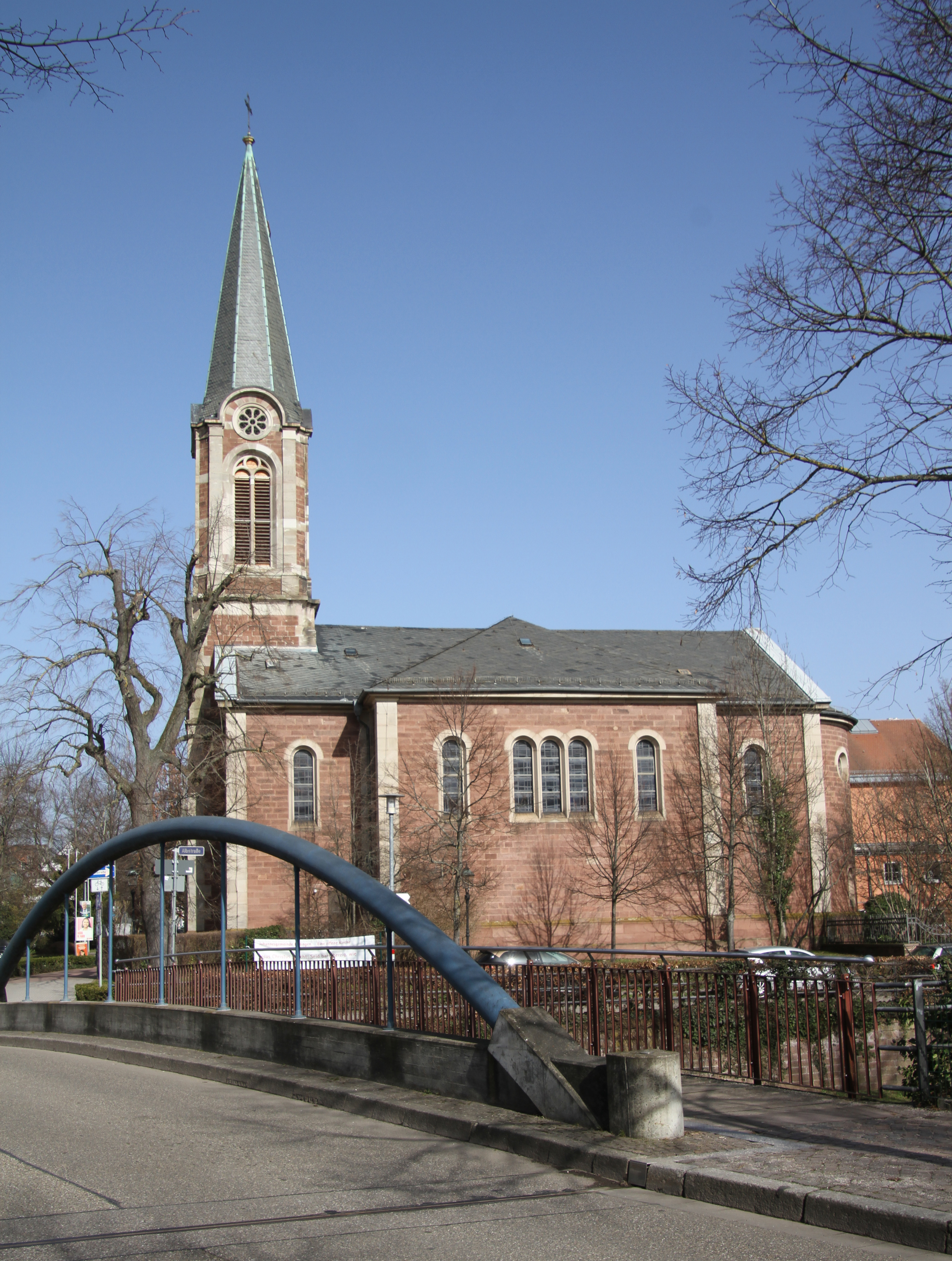
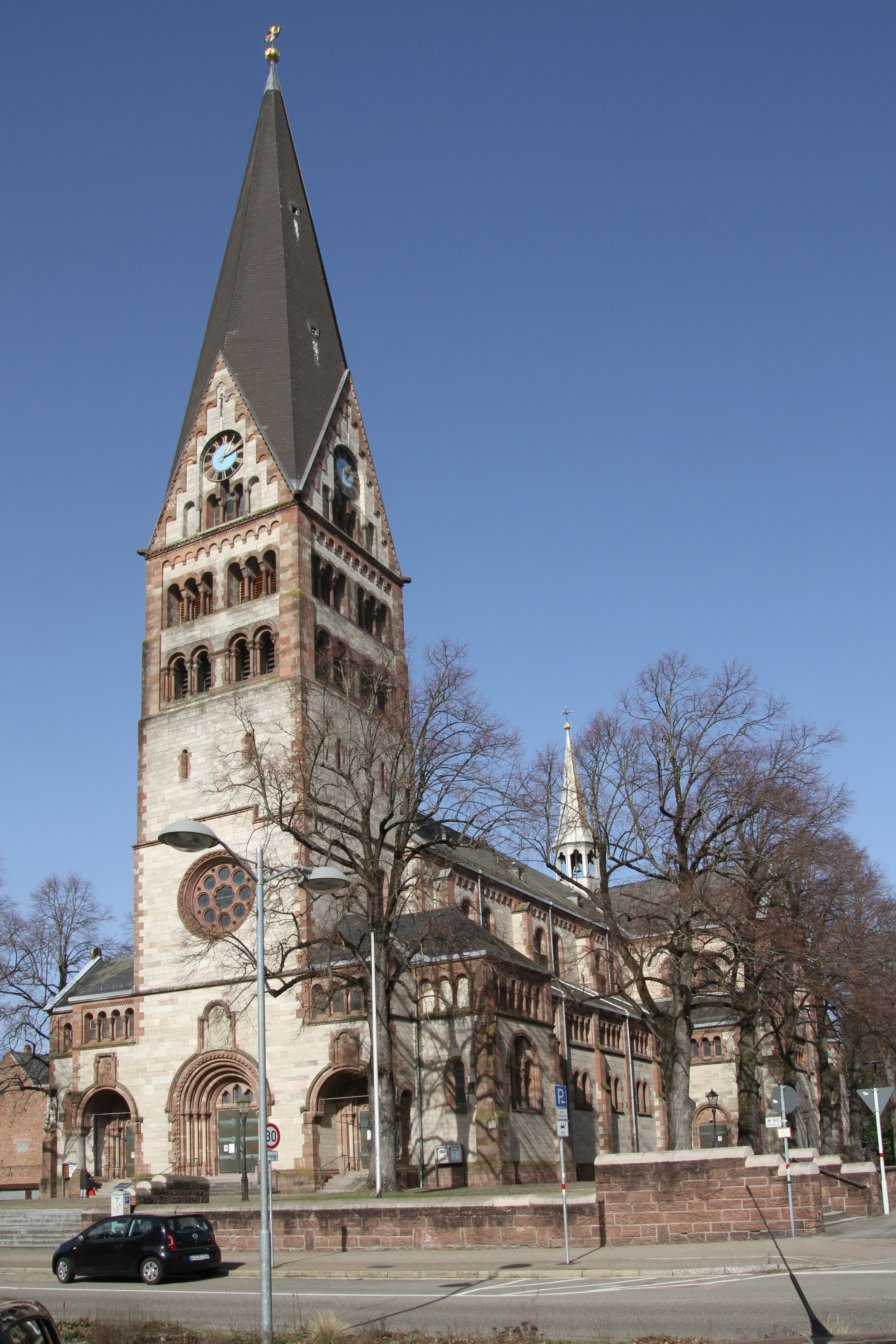
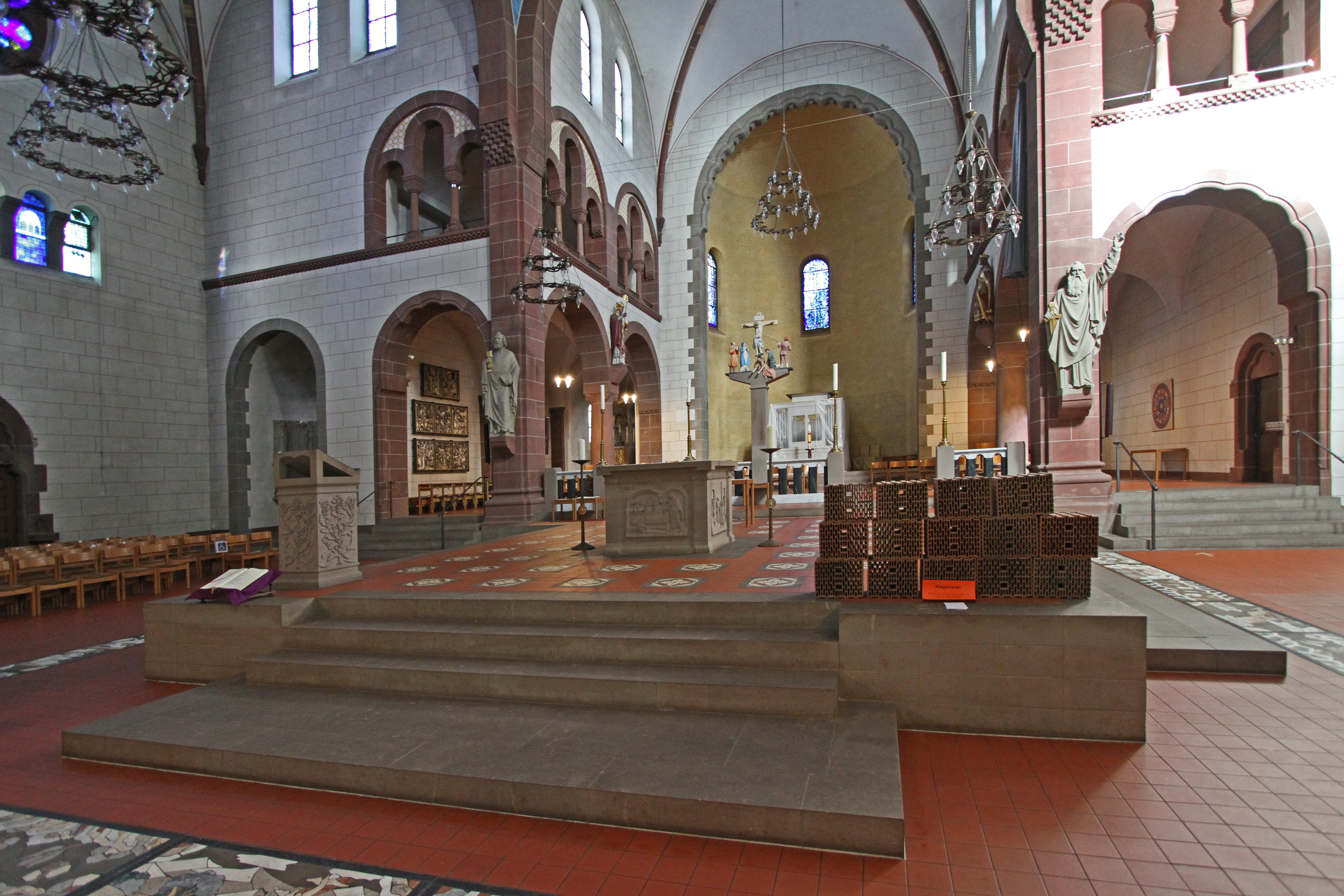

## أعلام
- مارتن ويزنر
- هيلموت كونز
- لودفيغ مولر
- رودلف ليمان